# 由良成繁
由良 成繁（ゆら なりしげ）は、戦国時代から安土桃山時代にかけての武将。横瀬氏（由良氏）8代当主。曽祖父に同名の人物（別名・業繁）がいる（『群馬県史』）。

## 生涯
永正3年（1506年）、上野国の戦国大名・横瀬泰繁の長男として誕生。横瀬氏は、小野氏流横山氏一族であり、新田四天王の一人由良具滋の末裔にあたる。
岩松氏にの家宰として仕えていたが、曾祖父横瀬業繁の代に下克上に成功し事実上は岩松氏の領国は横瀬氏により統治されていた。成繁はこれを徹底させさらに岩松守純を新田金山城から追放し、鎌倉時代に新田氏宗家が代々相伝していた上野新田郡由良郷の地名より名字をとり姓を由良に改めた。この一連の手続により京都中央政界、関東政界双方において足利家直参としての立場を確立し新田氏に比肩する権威を得るに至った。この時の由良氏およびその領国を戦国大名として評価する考え方もある一方で、黒田基樹は国衆の規模にあると評価している。
天文22年（1553年）、成繁が鉄炮好きであることを知った将軍足利義藤（後の義輝）から鉄炮一丁を贈られている。
また、永禄8年（1565年）に義輝が永禄の変で殺害された後、近江国矢島に逃れていた弟の義秋（後の将軍・足利義昭）から武田信玄や上杉謙信、北条氏康と並んで由良成繁にも上洛要請の使者が出されている。
由良氏の領国である上野は、甲斐武田氏、上杉氏、古河公方足利氏、後北条氏と周囲を強大な勢力に囲まれていた。そのため、関東管領上杉氏、後北条氏、上杉謙信、再度後北条氏と次々と所属勢力を変え生き残りを図った。特に永禄12年（1569年）には北条氏康の許で、長尾当長と共に越相同盟の成立に大いに貢献した。
天正元年（1573年）に館林城を陥落させ、後桐生氏の居城である柄杓山城を落として同氏を滅ぼすと、居城であった金山城を嫡男の国繁に譲り、天正2年（1574年）には柄杓山城に隠居した。鳳仙寺を建立し城下町を整備するなど善政を敷いた。
天正6年（1578年）、桐生で死去。
なお正室・妙印尼は、館林城主・赤井重秀の娘で、天正12年（1584年）に金山城が北条氏に攻撃された際、71歳で篭城戦を指揮した女傑である。

## 系譜
- 父：横瀬泰繁（1486-1545）
- 母：不詳
- 正室：妙印尼（1514-1594） - 輝子、赤井重秀娘
  - 長男：由良国繁（1550-1611）
  - 次男：長尾顕長（1556-1621） - 長尾当長の婿養子
- 生母不明の子女
  - 三男：渡瀬繁詮（生年不明-1595）
  - 女子：成田氏長正室
  - 女子：黒田直之室 - マリア（洗礼名）